# Kaplica św. Serafina z Sarowa w Krasnej Wsi
Kaplica pod wezwaniem św. Serafina Sarowskiego – kaplica prawosławna w Krasnej Wsi. Należy do parafii św. Michała Archanioła w Wólce Wygonowskiej, w dekanacie Kleszczele diecezji warszawsko-bielskiej Polskiego Autokefalicznego Kościoła Prawosławnego.

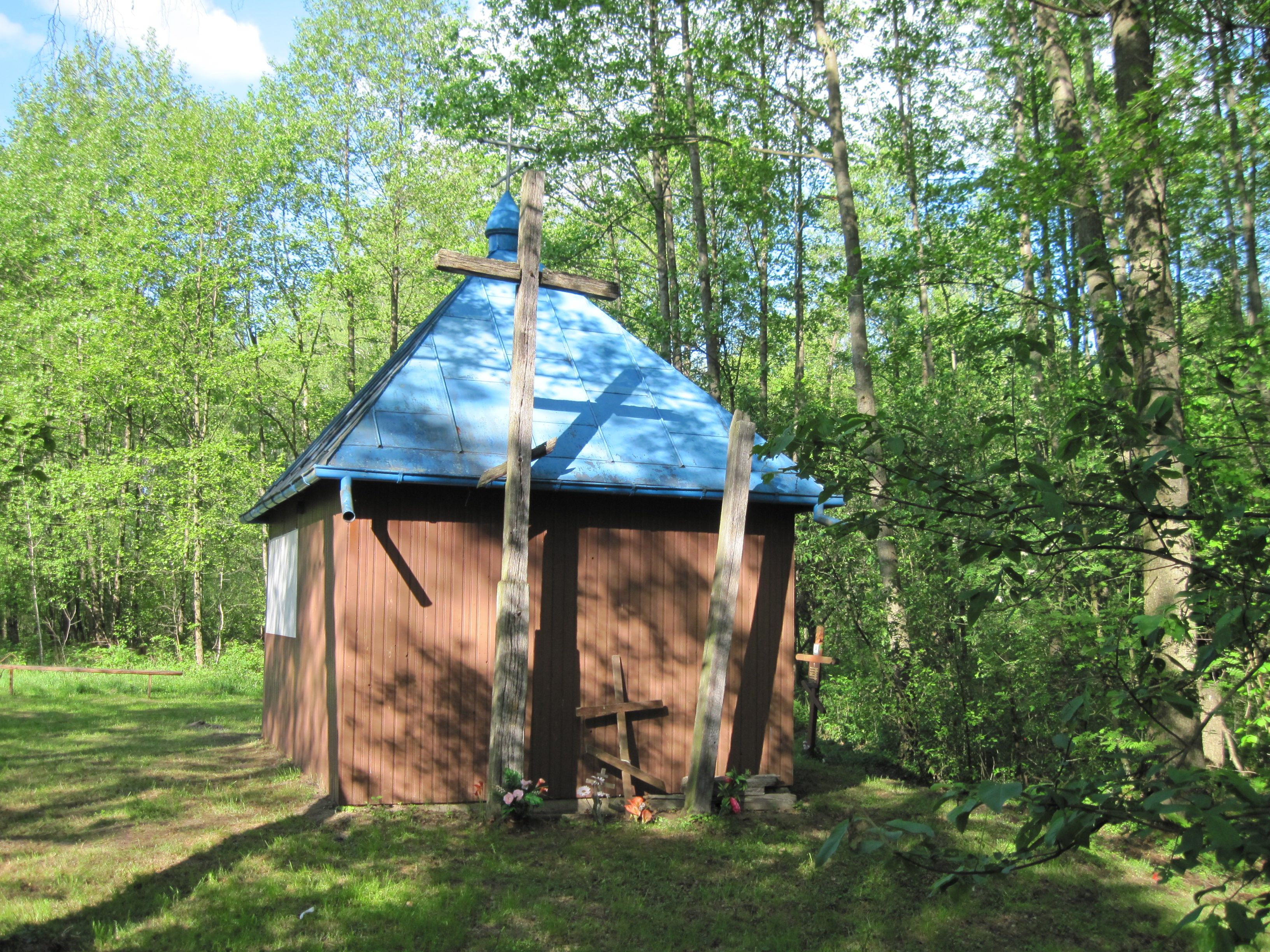
Kaplica od strony wschodniej

Świątynia znajduje się w lesie, około 2 km od wsi, w pobliżu drogi do Szeszył. Dokładna data początku kultu w tym miejscu nie jest znana, lecz już w latach 30. XX wieku ludzie z okolicznych miejscowości stawiali tu krzyże. Wiązało się to z cudowną wodą, która wraz z modlitwą przywracała zdrowie. Uzdrowienia doznawali nawet ludzie, którzy nie wierzyli w moc tego miejsca.
Jedna z mieszkanek Krasnej Wsi była świadkiem cudownego ozdrowienia. Do źródła przywieziono kobietę, która nie dała rady chodzić. Po modlitwie i wypiciu wody z cudownego źródła, wróciła do domu o własnych siłach. Dzięki wodzie wzrok powrócił mieszkańcowi wsi Pasieki, zdrowie odzyskiwały również osoby obłąkane.
W latach 1986–1987 dzięki staraniom mieszkańców Krasnej Wsi wzniesiono kaplicę pod wezwaniem św. Serafima Sarowskiego. Jest to drewniana budowla na planie kwadratu, zewnętrzne ściany pomalowano na brązowo, a okiennice na biało. Dach blaszany, czterospadowy, zwieńczony kopułką. Wewnątrz znajduje się studnia z cudowną wodą. Nabożeństwa odbywają się dwa razy w roku:
- 1 sierpnia (według starego stylu 19 lipca) – w dniu patrona;
- w czwarty piątek po Passze wraz z obchodami pól i modlitwą za zmarłych na wiejskim cmentarzu.